# Gerhard Wagner (Schriftsteller)

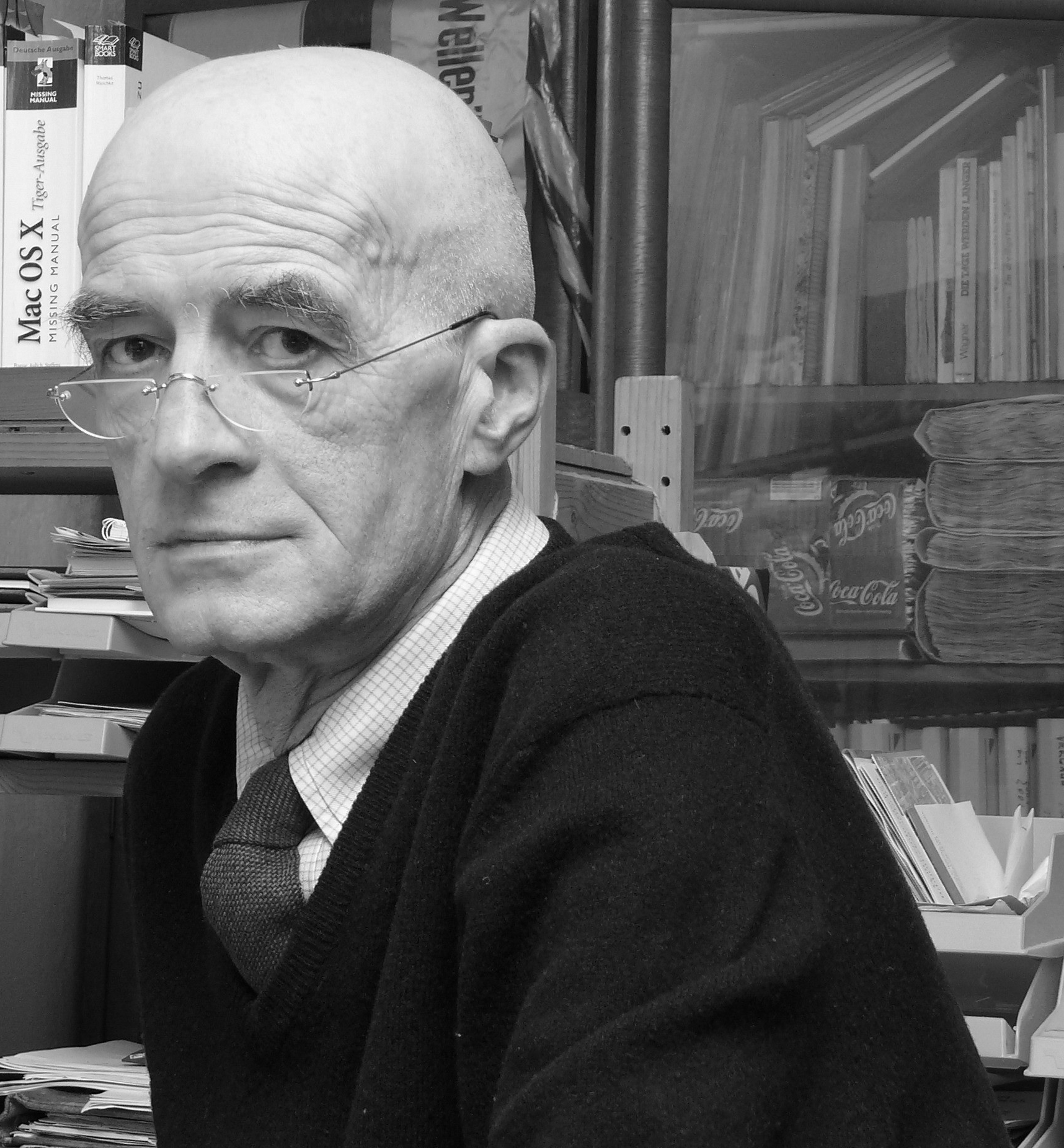
Gerhard Wagner

Gerhard Gottfried Wagner (geboren 1. Mai 1950 in Bietigheim, Württemberg-Baden; gestorben 18. Juli 2011 in Stuttgart) war ein deutscher Schriftsteller.

## Leben
Ab dem 7. Lebensjahr wuchs Wagner in Franken auf. Nach einer Buchhandelslehre in Fürth und dem anschließenden Zivildienst lebte er zwischen 1972 und 1974 zwei Mal mehrere Monate in Cill Rónáin auf Inishmore, einer Insel vor der irischen Westküste. Nach der Rückkehr aus Irland arbeitete er zur Sicherung des Lebensunterhalts halbwöchentlich als Buchhändler, um sich ansonsten dem Schreiben zu widmen. 1971 war eine erste Erzählung erschienen.
1975 begründete er die Nürnberger Blätter für Literatur, die er bis 1980 herausgab. Darin (1975) auch die erste Veröffentlichung von Gerhard Falkner. Die Zeitschrift wurde von 1980 bis 1990 von dem Schriftsteller und Rundfunkautor Reinhard Knodt unter dem Titel „Nürnberger Blätter – Zeitschrift für Philosophie und Literatur“ weitergeführt. Wagner besuchte bis 1982 ein Priesterseminar in Stuttgart.
Wagner lebte seit 1984 im Stuttgarter Stadtteil Gaisburg. 1997 begründete er ein gegen die Rechtschreibreform gerichtetes Volksbegehren, den „Gaisburger Marsch gegen die Rechdschreiprephorm“ (benannt nach dem Gaisburger Marsch, einem schwäbischen Eintopfgericht).
Bis zu seinem Tod arbeitete Wagner an einem umfangreichen Werk über das Leben um den Gaisburger Gaskessel, den größten noch in Betrieb befindlichen Scheibengasbehälter in Europa, vor dem Hintergrund der Nachwirkungen des Nationalsozialismus.
Wagner starb nach längerer Krankheit am 18. Juli 2011 und wurde auf dem Stuttgarter Pragfriedhof beerdigt.

## Auszeichnungen und Ehrungen
- 1978 Kulturförderpreis der Stadt Erlangen für Literatur
- 1987 Förderpreis der Stadt Erlangen
- 1988 Literaturstipendium der Kunststiftung Baden-Württemberg
- 1990 Jahresstipendium für Literatur des Ministeriums für Wissenschaft und Kunst in Baden-Württemberg

## Veröffentlichungen
- Anhäufungen. Eine Liebesgeschichte. Illustrationen von Wolfgang Turba.  Raith, Starnberg 1971. ISBN 3-921121-14-0
- Schönes Wochenende. Erzählungen. Benziger, Zürich und Köln 1975. ISBN 3-545-36240-X
- Die Tage werden länger. Erzählung. Benziger, Zürich und Köln 1978. ISBN 3-545-36278-7
- Fahrtenbuch für den Mann im Mond. Prosabilder. Nagel u. Kimche, Zürich 1988. ISBN 3-312-00139-0
- Aus dem alten Westen in die neue Mitte. In: Die Burg – Die Kreuzritter-Stimme, Heft 4, Stuttgart, 2. Mai 1993, S. 9–17, Digitalisat.
- Martin Frischauf (Hrsg.): Stuttgart feiert die WM mit Freunden aus der ganzen Welt. Die FIFA-Fussball-Weltmeisterschaft 2006. Text von Gerhard Wagner. Neuer Sportverlag, Stuttgart 2006. ISBN 3-938023-13-9, . Neuauflage unter dem Titel Deutschlands schönste Fankurve. ISBN 3-938023-16-3
- Schiller und das Holokaust. Mappe mit bebildertem Faltblatt. Buchdruckerei zu Tobolsko, Stuttgart 2009. ISBN 978-3-00-026491-7